# Dalcahue
Dalcahue är en kommun i Chile.   Den ligger i provinsen Provincia de Chiloé och regionen Región de Los Lagos, i den södra delen av landet, 1 000 km söder om huvudstaden Santiago de Chile.
I omgivningarna runt Dalcahue växer i huvudsak blandskog. Runt Dalcahue är det glesbefolkat, med 11 invånare per kvadratkilometer.